# Abreae
Abreae is een tribus uit de onderfamilie Faboideae van de vlinderbloemenfamilie (Fabaceae). De tribus telt twee geslachten.

## Geslachten
- Abrus Adans.
- Hoepfneria Vatke